# خورخه ادواردو بیانکو
خورخه ادواردو بیانکو (انگلیسی: Jorge Eduardo Bianco؛ زادهٔ ۲۸ آوریل ۱۹۵۶) بازیکن فوتبال اهل آرژانتین است.
از باشگاه‌هایی که در آن بازی کرده‌است می‌توان به باشگاه فوتبال ریور پلاته و باشگاه فوتبال روساریو سنترال اشاره کرد.